# Petaloproctus neoborealis
Petaloproctus neoborealis is een borstelworm uit de familie Maldanidae. Het lichaam van de worm bestaat uit een kop, een cilindrisch, gesegmenteerd lichaam en een staartstukje. De kop bestaat uit een prostomium (gedeelte voor de mondopening) en een peristomium (gedeelte rond de mond) en draagt gepaarde aanhangsels (palpen, antennen en cirri).
Petaloproctus neoborealis werd in 1969 voor het eerst wetenschappelijk beschreven door Hartman.